# Черкаситрансгаз

УМГ «Черкаситрансгаз», офіс, 2008

«Черкаситрансгаз» — філія управління магістральних газопроводів «Черкаситрансгаз» ДК «Укртрансгаз» НАК «Нафтогаз України» є найбільшим підприємством національної газотранспортної мережі.
УМГ «Черкаситрансгаз» являє собою сучасну надійну систему керування газотранспортною системою України, забезпечуючи транспортування в Європу понад 110-120 млрд м3 російського та середньо-азійського газу щорічно, що становить близько 8% від загальносвітового транспорту газу і 95% - від загального транзиту УМГ «Черкаситрансгаз». 
- УМГ «Черкаситрансгаз» експлуатує:
  - понад 5 тис. км магістральних газопроводів
  - 23 компресорні станції зі 132 газоперекачувальними агрегатами загальною потужністю майже 1700 МВт (31% від усієї встановленої потужності ДК «Укртрансгаз»)
  - 194 газорозподільні станції та 6 газовимірювальних станцій.

Одним із найважливіших завдань УМГ «Черкаситрансгаз» є забезпечення надійної роботи газотранспортної системи України для підтримання високої конкурентноспроможної репутації нашої держави на газовому ринку Європи. Та УМГ «Черкаситрансгаз» не лише експлуатує систему магістральних газопроводів, але й виконує капітальне будівництва і поточні ремонти її об’єктів.
Також УМГ «Черкаситрансгаз» здійснює поставку природного газу на внутрішньому ринку України для понад 1200 населених пунктів в 11 областях (що становить 5% від загального транзиту УМГ «Черкаситрансгаз»): Луганській, Харківській, Кіровоградській, Полтавській, Київській, Черкаській, Миколаївській, Одеській, Вінницькій, Тернопільській, Хмельницькій.

## Історія
1978 р. Завершення будівництва експортного магістрального газопроводу «Оренбург-Західний кордон СРСР» («СОЮЗ»). 
На підставі наказу Мінгазпрому №80 від 23.05.1977р та наказу ВПО «Укргазпром» №31 від 14.02.1978р. було створене виробниче об’єднання з транспортування та подачі газу «Експорттрансгаз». У складі ВО «Експорттрансгаз» входили наступні ЛВУ МГ: Первомайське, Кременчуцьке, Олександрівське?, Гайсинське, Барське. 
1983 р. Завершення будівництва експортного магістрального газопроводу «Уренгой-Помари-Ужгород» та газопроводу «Новопсков-Шебелинка». Створення у складі об’єднання Золотоніського ЛВУ МГ.
1986 р. Завершення будівництва магістральних газопроводів «Кременчук-Ананьїв-Богородчани», «Єлець-Кременчук-Кривий Ріг». Добудування газопроводу «Яготин-Черкаси».
1988 р. Завершення будівництва експортного магістрального газопроводу «Прогрес». Реорганізація виробничого об’єднання «Експорттрансгаз» в Управління магістральних газопроводів «Черкаситрансгаз».
2004 р. УМГ «Черкаситрансгаз» стало лауреатом двох всеукраїнських конкурсів – «Лідер паливно-енергетичного комплексу» та «100 найкращих товарів України». 

## Структура
До складу УМГ «Черкаситрансгаз» входять 6 лінійних виробничих управлінь магістральних газопроводів (ЛВУ МГ):
| Назва                  | Підрозділи                                                      | Статистика | Гордість |
| ---------------------- | --------------------------------------------------------------- | --- | --- |
| Первомайське ЛВУ МГ    | КС-12-1 і КС-12-2 «Борова» КС-13 «Первомайська»                 | 490 км газопроводів 9 ГРС, замірний вузол та вузол редукування газу на перемичці газопроводів «СОЮЗ»-ШДО, замірний вузол на газопроводі «Новопсков-Шебелинка» річний обсяг транспорту газу – 34,3 млрд м3 270 осіб працюючих | |
| Кременчуцьке ЛВУ МГ    | КС «Машівка» КС «Кременчуцька» КС «Задніпровська»               | 858 км газопроводів (в т.ч. 822 км – магістральних) 34 ГРС 415 осіб працюючих | |
| Золотоніське ЛВУ МГ    | КС-34 і КС-34-Б «Софіївська» КС-35 і КС-35-Б «Ставищенська»     | 1092 км газопроводів (в т.ч. 622 км – магістральних) 46 ГРС 500 осіб працюючих | принципово нова технологічна установка ГПУ-16К «Водолій» з ККД близько 45% на КС-35-Б «Ставищенська» |
| Олександрівське ЛВУ МГ | КС «Олександрівка» КС «Кіровоградська» КС «Південнобузька»      | 836 км газопроводів (в т.ч. 424 км – магістральних) 23 ГПА (загальна потужність 230 МВт), 41 ГРС 390 осіб працюючих | турбодвигун нового покоління типу ДН-70 з ККД 34% на агрегаті типу ГТН-104Б на КС «Кіровоградська» |
| Гайсинське ЛВУ МГ      | КС-17 «Тальне» КС-18 «Гайсин» КС-36 і КС-36-Б «Іллінці»         | 1094 км газопроводів (в т.ч. 494 км – магістральних) 24 ГПА (загальна потужність 302,5 МВт), 45 ГРС 445 осіб працюючих | газопостачання ряду важливих для економіки України об’єктів: Ладижинська ТЕС, Побузький феро-нікелевий комбінат, 24 цукрових заводи модернізація ГРС за рахунок сучасного комп’ютерного обладнання «Теранет» |
| Барське ЛВУ МГ         | КС-19, КС-37-А і КС-37-Б «Бар» КС-20, КС-38 і КС-38-Б «Гусятин» | 800 км газопроводів 22 ГРС, три замірні вузли на кордоні з УМГ «Прикарпаттрансгаз», 30 ГПА (загальна потужність 435 МВт) річний обсяг транспорту газу - 75 млрд м3 465 осіб працюючих                                        | |

## Виробнича діяльність
- Підприємство здійснює:
  - Централізоване управління транспортуванням газу магістральними газопроводами та безперебійне постачання природного газу споживачам України;
  - Надійну та безпечну експлуатацію об’єктів лінійної частини магістральних газопроводів та газорозподільних станцій  для відпуску газу споживачам;
  - Електрохімзахист підземних комунікацій магістральних газопроводів за допомогою надійної роботи 614 установок катодного і дренажного захисту;
  - Правильну та безпечну експлуатацію компресорних станцій на магістральних газопроводах;
  - Автоматизацію і управління об’єктами магістральних газопроводів;
  - Відомчий нагляд з питань охорони навколишнього середовища на компресорних станціях магістральних газопроводів та енергозбереження;
  - Економічну і безпечну експлуатацію енергетичного обладнання об’єктів магістральних газопроводів;
  - Технічну діагностику магістральних газопроводів та газорозподільних станцій та контроль якості зварки;
  - Забезпечення єдності і потрібної точності газовимірювань; повірки, калібрування і ремонту засобів вимірювань;
  - Капітальне будівництво нових об'єктів виробничого і невиробничого призначення, поточні ремонти об’єктів магістральних газопроводів;
  - Дистанційне керування технологічними об’єктами магістральних газопроводів, впровадження програмного забезпечення.

## Інновації
Протягом 2003-2007 рр. в УМГ «Черкаситрансгаз» було отримано 19 патентів України на винаходи та корисні моделі, Економічний ефект від впровадження яких склав 283,35 млн грн., при цьому було досягнуто економії 164 млн м3 природного газу.
Відділом екології та енергозбереження протягом 2002-2005 рр. були розроблені і втілені в життя два проєкти, по яких досягається скорочення витоків газу на 7,9 млн м3 за рік. За рахунок міжнародних партнерських грантів було придбано унікальні прилади для вимірювання обсягу витоків газу, газоповітряне устаткування та імпортні ущільнювальні мастила для обслуговування кранів.
У 2006 р. при відділі була створена єдина в Україні атестована екологічна лабораторія з виміру обсягів викидів природного газу в атмосферу. 
У 2007 р. відділ отримав Реєстраційне свідоцтво на розробку проєктів інвентаризації джерел викидів та на розробку документів, у яких обґрунтовуються обсяги викидів. Агентство з охорони навколишнього середовища США втретє нагородило відділ грантом за активну екологічну роботу.

## Профспілкова діяльність
Спартакіада УМГ «Черкаситрансгаз» від часу започаткування у 1988 р. була проведена вже 11 разів. Найбільш яскравим та вагомим спортивним досягненням 2009-го року стало Перше загальнокомандне місце збірної команди УМГ «Черкаситрансгаз» на VI Спартакіаді працівників ДК «Укртрансгаз». 
Регулярно проводиться і фестиваль колективів художньої самодіяльності УМГ «Черкаситрансгаз».